# 律话
《律话》，中国古琴谱书，為清代戴長庚于1833年所撰辑。

## 琴谱简介
戴长庚是梅花庵《二香琴谱》作者的老师，《律话》基本上是戴的笔记，主要是漫谈律吕，只是附带抄录了几个琴曲谱，琴曲谱内一律称为某曲的谱释，并在谱旁注明了律名和五声，撰作者本来没有刊印的意思，在《二香琴谱》撰作者蒋文勋的怂恿之下，临时决定刊印的，因此书中材料凌乱，有残缺不全的痕迹。